# Mistrzostwa Rumunii w rugby union (1949)
Mistrzostwa Rumunii w rugby union 1949 – trzydzieste czwarte mistrzostwa Rumunii w rugby union. 
Po roku od założenia, klub CSC Armata București okazał się najlepszy spośród drużyn w Divizia Onoare ponownie rywalizujących w systemie wiosna-jesień.